# Danielle Jacquart
Pour les articles homonymes, voir Jacquart.
Danielle Jacquart, née le 6 novembre 1947 à Paris, est une historienne française.
Elle est spécialiste de la science et de la médecine du Moyen Âge dans les mondes arabe et latin. 

## Biographie
Après des études d'archiviste paléographe à l'École nationale des chartes dont elle est diplômée en 1971, elle obtient un diplôme d'arabe littéral à l'Institut national des langues et civilisations orientales en 1975, puis un doctorat en histoire à l'université Paris-Sorbonne (Paris IV) en 1979. Elle est diplômée de l'École pratique des hautes études (EPHE) en 1980 et elle obtient un doctorat ès lettres et sciences humaines  à l'université Paris-Sorbonne en 1998. 
Elle mène une carrière au CNRS comme ingénieur de recherche de 1971 à 1981 puis chargée de recherche de 1981 à 1988, et directeur de recherche entre 1988 et 1991.
Depuis 1990, elle est directrice d'études à l'EPHE, dans la section des Sciences  historiques  et  philologiques.  L'intitulé  de  sa  direction  d’études est « Histoire des sciences au Moyen Age ». 
Elle est membre effectif de l'Académie internationale d'histoire des sciences et de l'Academia Europaea. Elle est corresponding fellow de la Medieval Academy of America.
Elle occupe le poste de trésorière du Comité national français d'histoire et de philosophie des sciences depuis 2004.

## Publications
- Le milieu médical en France du XIIe au XVe siècle, Droz, 1981.
- Sexualité et Savoir médical au Moyen Âge, Presses universitaires de France, 1985.
- La Médecine arabe et l’Occident médiéval, avec Françoise Micheau, Maisonneuve et Larose, collection « Islam-Occident », 1990.
- La scolastique médicale, dans Histoire de la pensée médicale en Occident, vol.1, Antiquité et Moyen Âge, sous la direction de    Mirko D. Grmek, Seuil, 1995.
- La Science médicale occidentale entre deux renaissances (XIIe – XVe siècle), Variorum Reprints, 1997.
- Les Voies de la science grecque, Études sur la transmission des textes de l’Antiquité au XIXe siècle, Droz, collection « Hautes études médiévales », 1997.
- La Médecine médiévale dans le cadre parisien (XIVe – XVe siècle), Fayard, collection « Penser la médecine », 1998.
- L'Épopée de la science arabe, Gallimard, collection « Découvertes Gallimard/Sciences et techniques » (no 479), Gallimard, octobre 2005.
- À la recherche du corps médiéval : études sur la représentation médicale et son écriture, Sismel[4], Florence, 2012.

## Décorations
- Chevalier de la Légion d'honneur Elle est faite chevalier le 12 juillet 2013[5].
- Commandeur de l'ordre des Palmes académiques[2].